# Sacyr

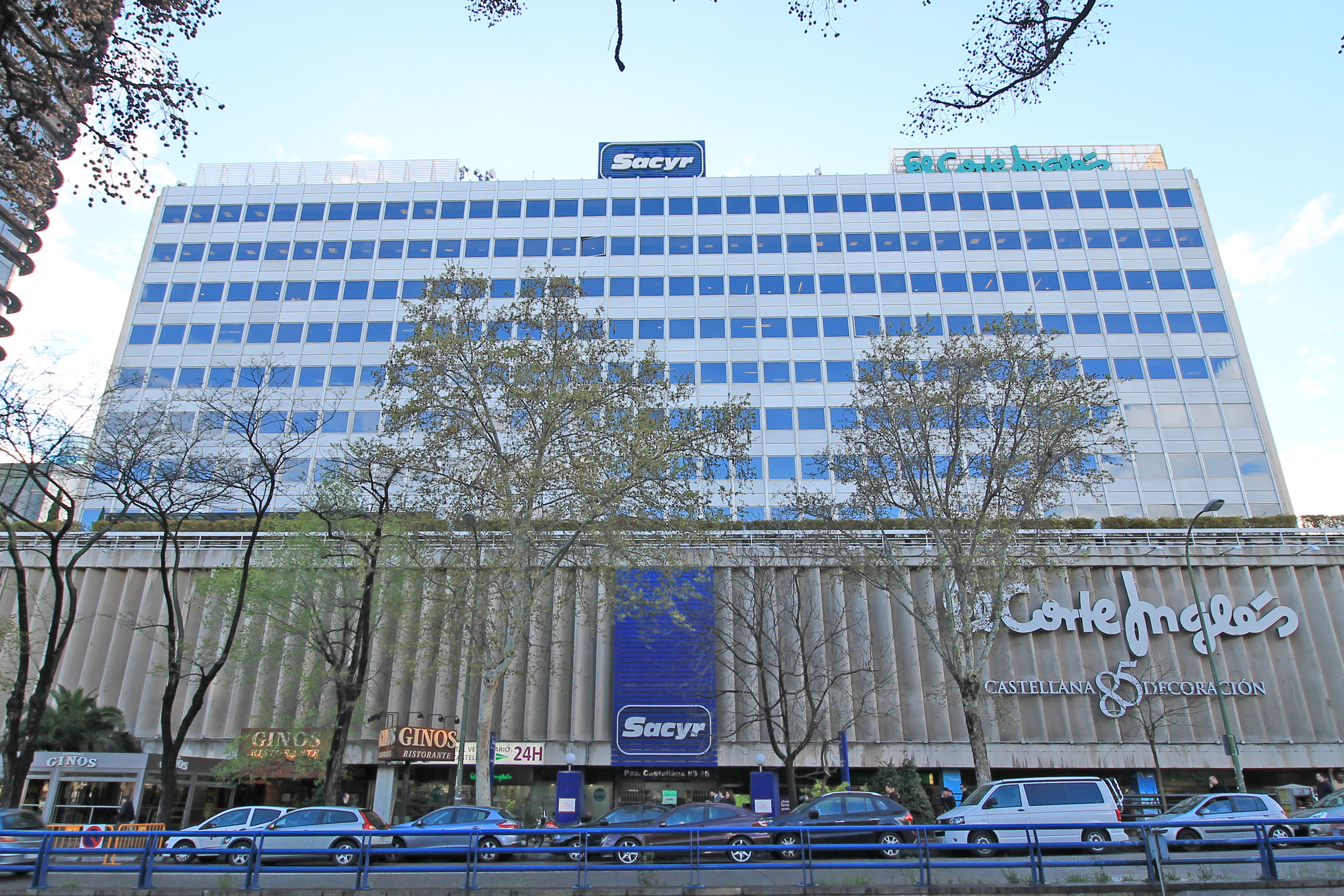
Sede central (Madrid).

Sacyr é um grupo espanhol que atua no setor de construção. O grupo detém pouco menos de 10% de participação acionária na Repsol YPF.